# Andrea Dworkin
 Der er for få eller ingen kildehenvisninger i denne artikel, hvilket er et problem. Du kan hjælpe ved at angive troværdige kilder til de påstande, som fremføres i artiklen.

Andrea Rita Dworkin (26. september 1946–9. april 2005) var en amerikansk radikal feminist, forfatter og aktivist, bedst kendt for sin kritik af pornografi, som hun knyttede til voldtægt og andre former for vold mod kvinder.
Dworkin var antikrigsaktivist og anarkist sidst i 1960'erne og skrev 10 bøger om radikal feministisk teori og praksis. I slutningen af 1970'erne og 1980'erne blev hun kendt som talskvinde for den feministiske bevægelse mod pornografi og for hendes værker om pornografi og seksualitet, især Pornography: Men Possessing Women (1981) og Intercourse (1987), hendes to bedst kendte bøger.

## Baggrund
Dworkin var efterkommer af russiske og ungarske jøder, der var flygtet til USA. Hendes far var skolelærer og begge forældre var socialister. At hendes mor, Sylvia, gik ind for brug af prævention, længe før dette var udbredt, inspirerede Dworkin til også at være forkæmper senere i livet, fortalte hun i erindringsbogen Heartbreak fra 2002.
Da hun gik i sjette klasse begyndte hun at skrive noveller og digte, især inspireret af Allen Ginsberg.
Dworkin blev uddannet i litteratur fra Bennington College i Vermont. Som studerende blev hun arrestereret under en anti-vietnamkrig demonstration og mishandlet under kropsvisitering. Efterfølgende klagede hun over behandlingen og sagen fik stor mediedækning, hvilket udløste en lang offentlig debat om behandlingen af indsatte i fængsler. Under hendes studier boede Dworkin et år på Kreta, hvor hun blandt andet skrev sit berømte digt Notes on a Burning Boyfriend til Norman Morrison, der havde sat ild på sig selv i protest mod Vietnamkrigen.

### Liv i Holland
Som nyuddannet flyttede Dworkin til Holland. Hendes mål var at interviewe hollandske anarkister i Provo bevægelsen, som demonstrerede gennem gadeteater. Hun blev gift med den hollandske anarkist Cornelius (Iwan) Dirk de Bruin, men ægteskabet var voldeligt og Dworkin lod sig skille i 1971. Grundet fattigdom var Dworkin nødt til at vende sig til prostitution. Det var i denne periode hun mødte Ricki Ambrams, som også var feminist og prostitueret. Ambrams gav hende husly og introducerede hende til radikal feministisk teori fra USA. Sammen begyndte de at skrive bogen som Dworkin senere ville udgive i USA med titlen Woman Hating.

### Tilbage til New York og feministisk aktivisme
Efter sin tid i Holland bosatte Dworkin sig i New York City. Her begyndte hun at engagere sig i den amerikanske radikal feministiske bevægelse med et fokus på vold mod kvinder. Inden for bevægelsen var hun især kendt for hendes passionerede taler, såsom hendes tale "I Want a Twenty-Four-Hour Truce Where There Is No Rape", som hun gav i 1983 til Midwest Regional Conference of the National Organization for Changing Men (senere omdøbt til National Organizaiton for Men Against Sexism). I denne tid deltog hun også i demonstrationer mod apartheid i Sydafrika.

## Anti-porno aktivisme
I 1981 udgav Dworkin Pornography: Men Possesing Women, hvor hun argumenter at pornoindustrien dehumaniserer og sætter kvinder i fare, både i dens produktion (gennem den vold som kvindelige pornoskuespillere oplever) og gennem de samfundsmæssige konsekvenser dens erotisering af dominans, ydmygelse og vold mod kvinder kan lede til.

## Eksterne links
- Online Bibliotek af Andrea Dworkins værker
- Mindeside for Andrea Dworkin